# Suez (empresa, 1858-2008)
Suez fue una compañía multinacional de origen francés, dedicada a la provisión de servicios de electricidad, gas y agua corriente, en varios países del mundo. Fundada en 1997, como resultado de la fusión de Lyonnaise des Eaux y la Compagnie universelle du canal maritime de Suez, tomó su nombre de la participación de esta última en la construcción del canal de Suez en el siglo XIX.
En 2008 la originaria Suez desaparece, al fusionarse con Gaz de France, dando como resultando GDF Suez y Suez Environnement, denominadas Engie y nuevamente Suez a partir de 2015.

## Presencia internacional

### Argentina
Fue de las propietarias de Aguas Argentinas, la empresa resultante de la privatización de Obras Sanitarias de la Nación; como concesionaria de los servicios de agua corriente, ha sido acusada repetidas veces de incumplir los contratos, que le granjearon la concesión unitaria más grande del mundo. Se estima que las inversiones que ha realizado en infraestructuras no alcanzan a la mitad del importe estipulado en el Plan de Mejoras y Expansión, y que el 88% de los residuos cloacales de Buenos Aires no recibían tratamiento adecuado debido a ello. En 2006, la empresa fue reestatizada.

### España
En 2008, Suez pasó a ser el primer accionista del grupo español Agbar, encargado de la gestión del ciclo integral del agua, al hacerse con el 56% del capital de la empresa.